# Tournoi des Cinq Nations 1931
Navigation
Tournoi 1930 Tournoi 1932
Le Tournoi des Cinq Nations 1931 s'est joué du 1er janvier au 6 avril 1931. Il est remporté par le pays de Galles qui réalise un rare Petit Chelem, son second après celui de 1922.
Les représentants du Comité des quatre associations qui représentent les quatre nations britanniques refusent de rencontrer l'équipe de France après ce tournoi devant les conditions dans lesquelles selon eux le rugby est joué et dirigé en France.

## Classement
- Légende :

J matches joués, V victoires, N matches nuls, D défaites,

PP points marqués, PC points encaissés, Δ différence de points PP-PC,

Pts points de classement (barème : 2 points pour une victoire, 1 point en cas de match nul, rien pour une défaite,)
T Tenante du titre 1930.
| Rang | Nations        | J | V | N | D | PP | PC  | Δ   | Pts |
| ---- | -------------- | - | - | - | - | -- | --- | --- | --- |
| 1    | Pays de Galles | 4 | 3 | 1 | 0 | 74 | -25 | +49 | 7   |
| 2    | Écosse         | 4 | 2 | 0 | 2 | 47 | -44 | +3  | 4   |
| 2    | Irlande        | 4 | 2 | 0 | 2 | 17 | -28 | -11 | 4   |
| 2    | France         | 4 | 2 | 0 | 2 | 24 | -54 | -30 | 4   |
| 5    | Angleterre (T) | 4 | 0 | 1 | 3 | 48 | -59 | -11 | 1   |

- Remarque :

Les meilleures attaque et défense et la plus forte différence de points reviennent au pays de Galles vainqueur du Tournoi.

## Résultats
| 1er janvier 1931, Colombes | France         | 03 - 0  | Irlande        |
| 17 janvier 1931, Londres   | Angleterre     | 11 - 11 | Pays de Galles |
| 24 janvier 1931, Édimbourg | Écosse         | 06 - 4  | France         |
| 7 février 1931, Cardiff    | Pays de Galles | 13 - 8  | Écosse         |
| 14 février 1931, Londres   | Angleterre     | 05 - 6  | Irlande        |
| 28 février 1931, Swansea   | Pays de Galles | 35 - 3  | France         |
| 28 février 1931, Dublin    | Irlande        | 08 - 5  | Écosse         |
| 14 mars 1931, Belfast      | Irlande        | 03 - 15 | Pays de Galles |
| 21 mars 1931, Édimbourg    | Écosse         | 28 - 19 | Angleterre     |
| 6 avril 1931, Colombes     | France         | 14 - 13 | Angleterre     |

## Les matches de la France
Quelques détails techniques des rencontres de la France :

### France - Irlande
| 1er janvier 1931 Temps pluvieux | France                   | 3 - 0 (3-0) | Irlande | Stade Yves-du-Manoir, Colombes Terrain gras 28 000 spectateurs Arbitre : T Vyle |
| 1er janvier 1931 Temps pluvieux | Essai(s) : Ribère (cap.) |             |         | Stade Yves-du-Manoir, Colombes Terrain gras 28 000 spectateurs Arbitre : T Vyle |
| 1er janvier 1931 Temps pluvieux |                          |             |         | Stade Yves-du-Manoir, Colombes Terrain gras 28 000 spectateurs Arbitre : T Vyle |

### Écosse - France
| 24 janvier 1931 Temps pluvieux | Écosse                  | 6 - 4 (6-0) | France            | Murrayfield, Édimbourg Terrain détrempé 50 000 spectateurs Arbitre : R Jeffares Jr |
| 24 janvier 1931 Temps pluvieux | Pénalité(s) : 2 J Allan |             | Drop(s) : Servole | Murrayfield, Édimbourg Terrain détrempé 50 000 spectateurs Arbitre : R Jeffares Jr |
| 24 janvier 1931 Temps pluvieux |                         |             |                   | Murrayfield, Édimbourg Terrain détrempé 50 000 spectateurs Arbitre : R Jeffares Jr |

### Pays de Galles - France
| 28 février 1931 Temps pluvieux | Pays de Galles | 35 - 3 (8-0) | France           | St Helen's, Swansea Terrain gras 25 000 spectateurs Arbitre : R Harland |
| 28 février 1931 Temps pluvieux | Essai(s) : 7 Davey, F Williams, D Ralph (2) N Fender, J Lang, T Arthur Transformation(s) : 5/7 J Bassett (cap.) Drop(s) : W Powell |              | Essai(s) : Petit | St Helen's, Swansea Terrain gras 25 000 spectateurs Arbitre : R Harland |
| 28 février 1931 Temps pluvieux | |              |                  | St Helen's, Swansea Terrain gras 25 000 spectateurs Arbitre : R Harland |

### France - Angleterre
| 6 avril 1931 Temps couvert avec ondées. | France                                                | 14 - 13 (4-5) | Angleterre                                                                      | Stade Yves-du-Manoir, Colombes Terrain glissant 25 000 spectateurs Arbitre : A Freethy |
| 6 avril 1931 Temps couvert avec ondées. | Essai(s) : 2 Galia Clady Drop(s) : 2 Baillette Gérald |               | Essai(s) : 3 D Burland, R Smeddle, J Tallent Pénalité(s) : 2 J Forrest, B Black | Stade Yves-du-Manoir, Colombes Terrain glissant 25 000 spectateurs Arbitre : A Freethy |
| 6 avril 1931 Temps couvert avec ondées. |                                                       |               |                                                                                 | Stade Yves-du-Manoir, Colombes Terrain glissant 25 000 spectateurs Arbitre : A Freethy |

## Les autres matches

### Angleterre - pays de Galles
| 17 janvier 1931 | Angleterre   | 11 - 11 | Pays de Galles | Twickenham, Londres Arbitre : J Wheeler |
| 17 janvier 1931 | Essai(s) : 1 |         | Essai(s) : 2   | Twickenham, Londres Arbitre : J Wheeler |
| 17 janvier 1931 |              |         |                | Twickenham, Londres Arbitre : J Wheeler |

### Pays de Galles - Écosse
| 7 février 1931 | Pays de Galles | 13 - 8 | Écosse       | Arms Park, Cardiff 50 000 spectateurs Arbitre : J Bott |
| 7 février 1931 | Essai(s) : 3   |        | Essai(s) : 2 | Arms Park, Cardiff 50 000 spectateurs Arbitre : J Bott |
| 7 février 1931 |                |        |              | Arms Park, Cardiff 50 000 spectateurs Arbitre : J Bott |

À la 10e minute de jeu, le Gallois Watcyn Thomas se frature la clavicule; il reste cependant sur le terrain (à l'époque, le règlement ne permet pas les remplacements) et réussit même à marquer un essai malgré trois défenseurs !

### Angleterre -Irlande
| 14 février 1931 | Angleterre   | 5 - 6 | Irlande      | Twickenham, Londres 60 000 spectateurs Arbitre : A Freethy |
| 14 février 1931 | Essai(s) : 1 |       | Essai(s) : 1 | Twickenham, Londres 60 000 spectateurs Arbitre : A Freethy |
| 14 février 1931 |              |       |              | Twickenham, Londres 60 000 spectateurs Arbitre : A Freethy |

### Irlande - Écosse
| 28 février 1931 | Irlande      | 8 - 5 | Écosse       | Lansdowne Road, Dublin Arbitre : B Cumberlege |
| 28 février 1931 | Essai(s) : 2 |       | Essai(s) : 1 | Lansdowne Road, Dublin Arbitre : B Cumberlege |
| 28 février 1931 |              |       |              | Lansdowne Road, Dublin Arbitre : B Cumberlege |

### Irlande - pays de Galles
| 14 mars 1931 | Irlande      | 3 - 15 | Pays de Galles | Lansdowne Road, Dublin 30 000 spectateurs Arbitre : M Allan |
| 14 mars 1931 | Essai(s) : 1 |        | Essai(s) : 3   | Lansdowne Road, Dublin 30 000 spectateurs Arbitre : M Allan |
| 14 mars 1931 |              |        |                | Lansdowne Road, Dublin 30 000 spectateurs Arbitre : M Allan |

### Écosse - Angleterre
| 21 mars 1931 | Écosse       | 28 - 19 | Angleterre   | Murrayfield, Édimbourg 75 000 spectateurs Arbitre : J Wheeler |
| 21 mars 1931 | Essai(s) : 3 |         | Essai(s) : 4 | Murrayfield, Édimbourg 75 000 spectateurs Arbitre : J Wheeler |
| 21 mars 1931 |              |         |              | Murrayfield, Édimbourg 75 000 spectateurs Arbitre : J Wheeler |